# عالم الطباشير
عالم الطباشير (بالإنجليزية: ChalkZone)‏ هو مسلسل رسوم متحركة أمريكي من إنتاج بيل بورنيت ولاري هوبر على نكلوديون.

## قصة
يتبع المسلسل حياة رودي تابوتي، وهو طالب في المدرسة الابتدائية يملك قطعة طباشير سحرية تنقله إلى عالم الطباشير، وهو عالم بديل كل شيء فيه مرسوم على سبورة ويتحول إلى حقيقة. يركز المسلسل على مغامرات رودي وصديقه الحميم سناب وزميله بيني سانشيز.

## البث
بدأ بث المسلسل في عام 1998 جزءً من مسلسل Oh Yeah! للمنتج فريد سيبرت والذي يعرض فقرات قصيرة. وعرض على نكلوديون من 22 مارس 2002 حتى 23 أغسطس 2008 بما مجموعه 40 حلقة. أنتجت المسلسل استوديوهات فريديراتور مع استوديوهات نكلوديون للرسوم المتحركة.

## إشاعات
ظهرت إشاعة حول المسلسل أنه مستوحى من سيمون في رسومات أرض الطباشير. في الواقع فقد فنّد بيل بورنيت هذا الادعاء في مقابلة عام 2013، وقال أنه لم يكن على علم حتى بوجود المسلسل حتى بدء إنتاج عالم الطباشير.

## الدبلجة العربية
دبلج المسلسل للغة العربية إستوديو دوبلاج يقع بمصر وعرض لاحقاً على قناة إم بي سي 3 ومازال يعرض على القناة حتى الآن.

## روابط خارجية
- عالم الطباشير على موقع IMDb (الإنجليزية)
- عالم الطباشير على موقع كينوبويسك (الروسية)
- عالم الطباشير على موقع قاعدة بيانات الفيلم (الإنجليزية)